# Botoșani megye
Botoșani megye (magyarul: Botosány megye vagy Botosán megye) közigazgatási egység Romániában, az ország északkeleti részén, a történelmi Moldva területén. Területe mintegy 4986 km², amellyel Románia 27. legnagyobb megyéje, az ország felszínének körülbelül 2,1%-át fedi le. Lakossága meghaladja a 390 ezer főt, ezzel a 19. legnépesebb megye, a teljes romániai népesség körülbelül 2%-át teszi ki. A megye népsűrűsége a romániai átlagnál kissé alacsonyabb, mivel jelentős részét mezőgazdasági területek borítják.
Északról Ukrajna, keletről Moldova, délről Iași, míg nyugatról Suceava megye határolja, mivel a megye egyfajta északi "sarokként" helyezkedik el Moldvában. Székhelye Botosán városa, amely a régió egyik legfontosabb gazdasági, kulturális és közigazgatási központja. További jelentős települések közé tartozik Dorohoj, amely történelmi szerepe révén sokáig versengett Botosán városával a térség vezető szerepéért, valamint Szövén és Darabani, amelyek mezőgazdasági központként emelkednek ki.
Földrajzilag a megye a Moldvai-fennsík része, jellemzői a hullámzó dombvidékek, széles völgyek és termékeny földek. A megyében nincsenek magas hegységek, de gazdag vízhálózattal rendelkezik – legjelentősebb folyói a Miluș, a Mihăileni-patak, valamint a Prut, amely a keleti határ mentén húzódik. A vidék éghajlata mérsékelt kontinentális, hideg telekkel és meleg, száraz nyarakkal. Természeti adottságai kedveznek a mezőgazdaságnak, különösen a gabonatermesztésnek, állattenyésztésnek és gyümölcsözésnek.
Történelme szorosan kötődik Moldva fejedelemségének korai szakaszához. A terület már a középkorban is lakott volt, és több jelentős bojárcsalád is innen származott. A megyében született több román kulturális és politikai személyiség, köztük Mihai Eminescu, a román nemzeti költő, valamint Nicolae Iorga, történész és miniszterelnök. A térség számos történelmi emlékkel büszkélkedhet, mint például a Popăuți-kolostor, a Cozancea-kolostor, valamint régi, fából készült templomok, amelyek a román ortodox hagyományokat őrzik. A 20. század során a megyét elsősorban a mezőgazdaság jellemezte, de a kommunista időszakban ipari beruházások is történtek, főként élelmiszeripari, textilipari és könnyűipari területeken. A rendszerváltás után az ipar jelentős visszaesést szenvedett, ám a mezőgazdaság és a helyi kézműipar továbbra is meghatározó szereplő maradt. Napjainkban a turizmus – különösen az irodalmi és vallási turizmus – is fejlődésnek indult, kihasználva a megye kulturális örökségét és csendes, természetközeli környezetét.

Botoșani megye Románia területén

## Nevének eredete
Botoșani nevének eredetéről több elmélet is létezik, ám egyik sem bizonyítható teljes bizonyossággal. A legelterjedtebb és leginkább elfogadott magyarázat a következő:
- Személynévi eredet

A név valószínűleg egy „Botoș” nevű bojár vagy nemesi család nevéből származik. A középkori források említenek egy Botoș nevű moldvai bojárt, akinek birtoka lehetett a mai város helyén vagy annak környékén. E szerint a város neve eredetileg „Botoș birtoka” (románul: moșia lui Botoș) lehetett, amely később egyszerűsödött Botoșani formára – a román "-ani" végződés gyakori helynévképző, amely a „valakihez tartozó” értelemben használatos.
- Etimológiai magyarázat

Egyes nyelvészek a név eredetét a szláv eredetű „botă” (jelentése: bunkósbot, dorong) szóhoz kötik, bár ez az elmélet kevésbé támogatott, mivel nem illeszkedik világosan a helynévadási hagyományokba.
- Történelmi és nyelvi forma

A név először a 15. századi dokumentumokban jelenik meg, többek között Ștefan cel Mare (Nagy István) uralkodásának idején, különféle írásmódokban: Botossani, Botoșiani stb., de mind a „Botoș” személynévből képzett származékra utalnak.

## Földrajz
Románia északkeleti szélén fekszik, a Moldvai-fennsíkon. Ukrajnával és Moldovával határos. A Szeret és Prut folyók között található; ez utóbbi képezi az országhatárt Moldova felé. Csak két belföldi megyével szomszédos: nyugaton Suceava megye és délen Iaşi megye. Területe 4986 km2, ezzel a 41 romániai megye közül a terület nagysága szerinti 29. helyen van.
A megye északi részét a Jijia-medence dombvidéke foglalja el, keleti része a Prut ártéri síkságához tartozik, nyugaton a Szeret folyót magas teraszok kísérik, melyek a Suceavai-dombvidék délkeleti feléhez tartoznak. Gyakoriak a lepusztult lejtőformák, suvadások, sárfolyások. Legmagasabb pontja a Iaşi megye határa melletti Dealu-Mare (Tudora) - 587 (vagy 593) méter, legalacsonyabb pedig a Prut völgyében fekvő Santa Mare - 57 méter.
Vízhálózata északnyugati-délkeleti irányú, nyugaton a Szeret, keleten a Prut csapolja le. A megye területének 88%-a a Prut vízgyűjtő medencéjéhez tartozik. A Szeret a megye nyugati határát képezi 107 kilométernyi hosszúságon. Bal oldalról számos 15 kilométernél rövidebb mellékvize van: Molniţa, Valea Huţanilor, Bahna, Vorona stb. A Prut északon és keleten 194 kilométeren határolja a megyét. Jobb oldali mellékfolyói: Ghireni (21 km), Volovăţ (45 km), Başeu (106 km), Corogea (29 km), Jijia (a megye területén 121 km).
Éghajlata mérsékelt kontinentális, 8-9,5 °C közötti évi középhőmérséklettel. A legmagasabb hőmérséklet 39,4 °C, a legalacsonyabb -32,5 °C volt.
Ásványkincsei közül legjelentősebb a finom kvarchomok (Miorcani, Hudeşti, Suharău és Bajura körül), gipsz (Păltiniş és Crasnaleuca), kén (Prăjeni). andezittufa (Hudeşti). Területének 10%-át erdő borítja, főleg tölgy, gyertyán, juhar, kőris, szil fajokkal.

## Népesség
| Lakosok száma | 351 780 | 385 236 | 428 050 | 452 406 | 451 217 | 461 305 | 452 834 | 412 626 | 392 821 |
|               | 1930    | 1948    | 1956    | 1966    | 1977    | 1992    | 2002    | 2011    | 2021    |

A 2011-es népszámláláskor a megye 412 626 főnyi lakosságának 94,1%-a román, 1,0%-a roma volt, és 38 fő vallotta magát magyar nemzetiségűnek. A magukat csángóknak valló lakosok száma kevesebb mint 3 fő volt; ilyenkor a statisztikai intézet a pontos adatot nem teszi közzé.
A népesség 2020. január 1-jén 456 130 fő volt.

## Gazdasága
Botoşani megye lakossága túlnyomórészt a mezőgazdaságban dolgozik. (A foglalkoztatottak 53,9%-a a mezőgazdaságban, 18,1%-a az iparban, 10,9%-a kereskedelem és szolgáltatások területén, 4,85% az oktatásban, 3,5% az egészségügyben). A megye területén 14 635 hektár legelő, 1690 hektár szőlőültetvény, 2559 hektár gyümölcsös található; emellett zöldségeket és ipari növényeket is termesztenek. Az állattenyésztés tekintetében az ország legnagyobb megyéi között van.
Iparágai: textil-, ruházati- és élelmiszeripar, elektromos berendezések alkatrészeinek gyártása, kaucsuktermékek gyártása, bútoripar. 1978-ban adták át a Szovjetunióval közösen épített Stânca-Costești vízierőművet, amely Románia legnagyobb vízerőműve.

## Közigazgatási beosztása
A megyében 2 municípium, 5 város, 71 község és 336 falu található.
MunicípiumokBotosán (Botoșani), Dorohoj (Dorohoi)
VárosokBucsecsea (Bucecea), Darabani, Flamonza (Flămânzi), Szövén (Săveni), Ștefănești
KözségekAdășeni, Albești, Avrămeni, Bălușeni, Blândești, Brăești, Broscăuți, Călărași, Cândești, Concești, Copălău, Cordăreni, Corlăteni, Corni, Coșula, Coțușca, Cristești, Cristinești, Curtești, Dersca, Dângeni, Dimăcheni, Dobârceni, Drăgușeni, Durnești, Szvorest (Frumusika, Frumușica), George Enescu, Gorbănești, Havârna, Hănești, * , Hilișeu-Horia, Hlipiceni, Hudești, Ibănești, Leorda, Lozna, Lunca, Manoleasa, Mihai Eminescu, Mihăileni, Mihălășeni, Mileanca, Selistea, Mitoc, Nicșeni, Păltiniș, Pomârla, Prăjeni, Rădăuți-Prut, Răchiți, Ravaszfalva (Răuseni), Ripiceni, Roma, Românești, Santa Mare, Stăuceni, Suharău, Sulița, Șendriceni, Știubieni, Todireni, Trușești, Tudora, Ungureni, Unțeni, Vakulest, Viișoara, Vârfu Câmpului, Vlădeni, Vlăsinești, Vorniceni, Vorona

## Turizmus

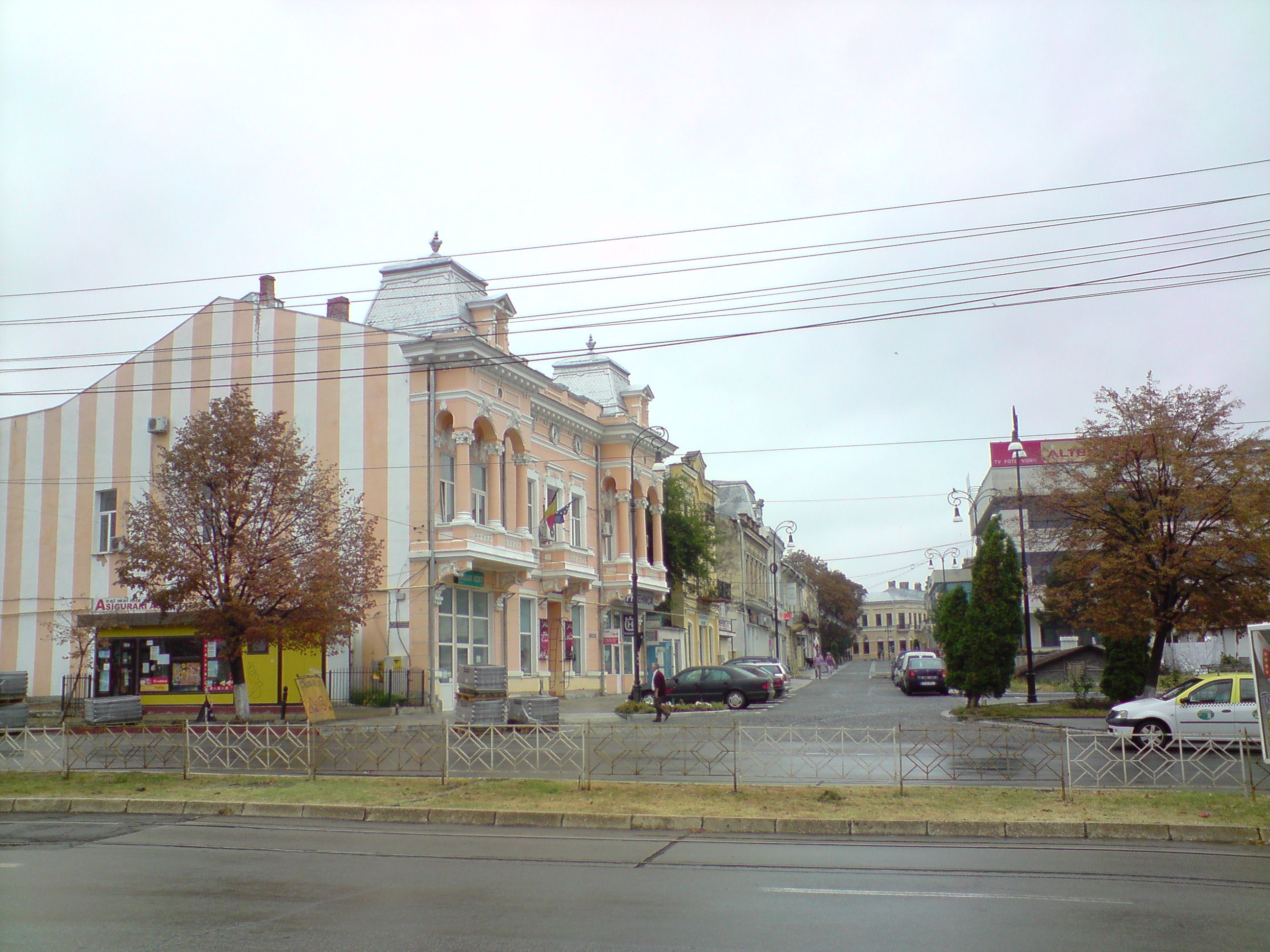
Botosán, a székhely
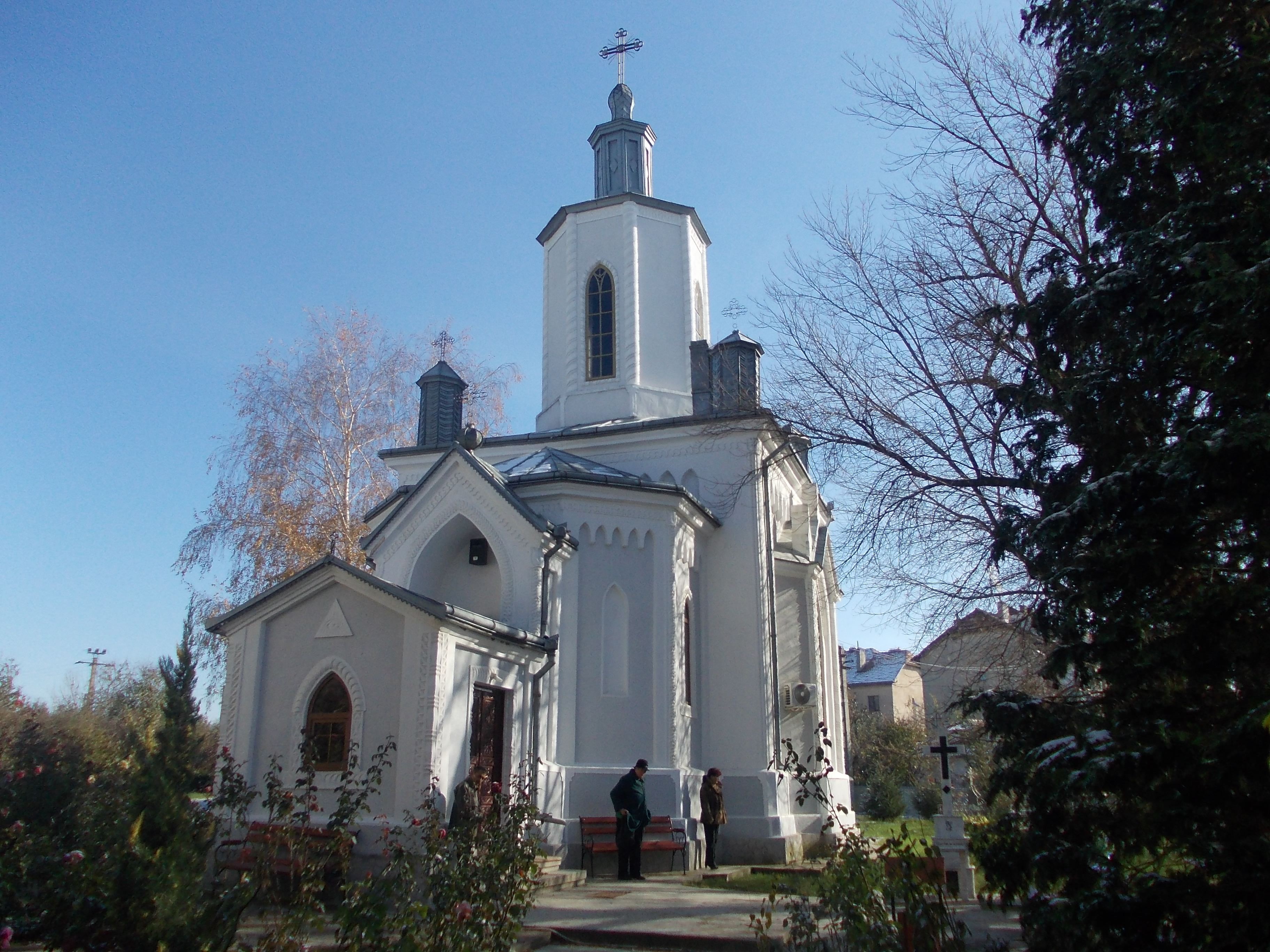
Szent Miklós-templom Szövénben
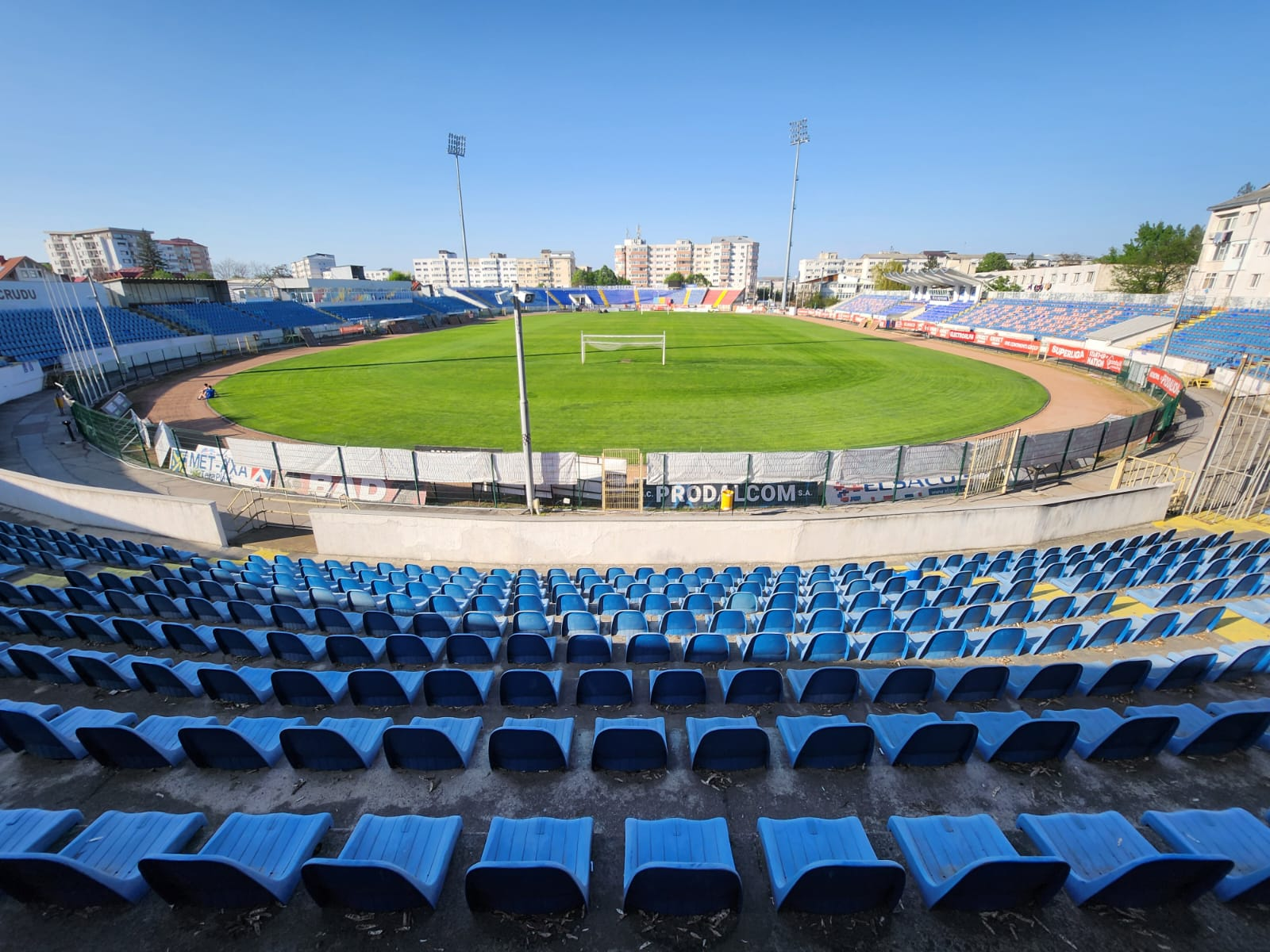
A városi stadion Botosánban